# Manru
Manru és una òpera en tres actes composta per Ignacy Jan Paderewski sobre un llibret en alemany d'Alfred Nossig, basat en la novel·la de Józef Ignacy Kraszewski Chata za wsią, (1841, La casa de fora el poble). Es va estrenar el 29 de maig de 1901 al Semperoper de Dresden.